# Joe Cullen (Eishockeyspieler)
Joseph Michael „Joe“ Cullen (* 14. Februar 1981 in Moorhead, Minnesota) ist ein ehemaliger US-amerikanischer Eishockeyspieler, der im Verlauf seiner aktiven Karriere zwischen 1998 und 2014 unter anderem über 215 Spiele für die SG Cortina und den HC Pustertal in der italienischen Serie A1 auf der Position des Centers bestritten hat. Darüber hinaus absolvierte Cullen über 200 weitere Partien in der American Hockey League (AHL). Seine Brüder Matt und Mark waren ebenfalls professionelle Eishockeyspieler.

## Karriere
Joe Cullen begann seine Karriere als Eishockeyspieler im Sommer 1998 im USA Hockey National Team Development Program, das eine Mannschaft in der Juniorenliga United States Hockey League (USHL) stellte. Im Verlauf der Spielzeit 1998/99 nahm er mit der U18-Nationalmannschaft auch an der neu geschaffenen U18-Junioren-Weltmeisterschaft 1999 teil. Im Sommer 1999 begann der Stürmer ein Studium am Colorado College, das zu diesem Zeitpunkt mit einem Team an der Meisterschaft der National Collegiate Athletic Association (NCAA) teilnahm.
Im Frühjahr 2003 beendete er sein Studium und bekam seinen ersten Profivertrag bei den Toronto Roadrunners aus der American Hockey League (AHL), dem Farmteam der Edmonton Oilers aus der National Hockey League (NHL), die ihn bereits im Rahmen des NHL Entry Draft 2000 ausgewählt hatten. Im Sommer 2004 wurden die Roadrunners von Toronto nach Edmonton umgesiedelt und Joe Cullen begann die folgende Spielzeit bei den Edmonton Road Runners. Im Verlauf der Saison 2004/05 wurde er im Januar 2005 an den Ligakonkurrenten San Antonio Rampage abgegeben. Im Sommer 2005 unterzeichnete Cullen einen Einjahresvertrag bei den Binghamton Senators, wiederum aus der AHL. Vor der Saison 2006/07 wechselte er zu den Dayton Bombers in die ECHL. Im gleichen Jahr kam er zu einem Einsatz bei deren Partnerteam aus der AHL, den Syracuse Crunch.
Nach der Saison wechselte der US-Amerikaner nach Europa und wurde vom SC Riessersee aus der 2. Bundesliga verpflichtet. Bereits nach einer Spielzeit zog es den Angreifer im Sommer 2008 zur SG Cortina aus der italienischen Serie A1. Dort spielte er für zwei Jahre, bevor er im August 2010 vom HC Pustertal aus derselben Liga unter Vertrag genommen wurde. Anfang Mai 2011 wurde sein Vertrag beim HC Pustertal für ein Jahr verlängert, nachdem er mit der Mannschaft Vizemeister geworden war und die Coppa Italia gewonnen hatte. Im folgenden Jahr wurde er mit der Mannschaft abermals Vizemeister. Vor dem Saisonbeginn hatte der HCP zudem die Supercoppa Italiana errungen. Nach einem dritten Jahr bei Pustertal verschlug es Cullen zur Saison 2013/14 zum schottischen Team Braehead Clan aus der britischen Elite Ice Hockey League (EIHL). Nach der Spielzeit beendete der 33-Jährige seine aktive Karriere im Sommer 2014.

## Erfolge und Auszeichnungen
| - 2003 WCHA Defensive Player of the Year - 2011 Coppa-Italia-Gewinn mit dem HC Pustertal - 2011 Italienischer Vizemeister mit dem HC Pustertal | - 2011 Supercoppa-Italiana-Gewinn mit dem HC Pustertal - 2012 Italienischer Vizemeister mit dem HC Pustertal |

## Karrierestatistik

### International
Vertrat die USA bei:
- U18-Junioren-Weltmeisterschaft 1999

(Legende zur Spielerstatistik: Sp oder GP = absolvierte Spiele; T oder G = erzielte Tore; V oder A = erzielte Assists; Pkt oder Pts = erzielte Scorerpunkte; SM oder PIM = erhaltene Strafminuten; +/− = Plus/Minus-Bilanz; PP = erzielte Überzahltore; SH = erzielte Unterzahltore; GW = erzielte Siegtore; 1 Play-downs/Relegation; Kursiv: Statistik nicht vollständig)